# Wishmaster
Wishmaster er det tredje album af det finske power metal-band Nightwish. Albummet blev udgivet af Spinefarm Records 18. juli 2000.

## Sange
1. "She Is My Sin"
2. "The Kinslayer"
3. "Come Cover Me"
4. "Wanderlust"
5. "Two For Tragedy"
6. "Wishmaster"
7. "Bare Grace Misery"
8. "Crownless"
9. "Deep Silent Complete"
10. "Dead Boy's Poem"
11. "FantasMic"
12. "Sleepwalker" (Bonusnummer på den begrænsede udgave af cd'en)